# Prusinovice
Prusinovice (deutsch Prusinowitz) ist eine Gemeinde in Tschechien. Sie liegt sieben Kilometer südwestlich von Bystřice pod Hostýnem und gehört zum Okres Kroměříž.

## Geographie
Prusinovice befindet sich im Südosten der Hanna in der Podbeskydská pahorkatina am Bach Kozrálka. Südöstlich liegen die Reste der Burg Kasařov.
Nachbarorte sind Turovice, Dřevohostice und Lipová im Norden, Křtomil, Rychlov und Bystřice pod Hostýnem im Nordosten, Bílavsko und Hlinsko pod Hostýnem im Osten, Jankovice im Südosten, Dobrotice und Tučapy im Süden, Bořenovice und Roštění im Südwesten, Pacetluky im Westen sowie Líšná im Nordwesten.

## Geschichte
Die erste urkundliche Erwähnung des Ortes stammt 1349 und weist ihn aus Sitz des Vladiken Sezema von  Prusinowitz aus. Strittig ist die Herkunft des Ortsnamens, der einerseits von der Ethnie der Prußen, andererseits von einem Lokator Prosen hergeleitet wird. Wahrscheinlicher ist die Ableitung des Ortsnamens von einer Viehschwemme.
Nachfolgend gehörte das Dorf verschiedenen Linien der Prusinowitz.
Im Jahre 1464 verkaufte Prokop Podstatzky von Prusinowitz das Gut an die Brüder Philipp und Artleb von Wiczkow. Sie entstammten dem mährischen Rittergeschlecht von Víckov und nannten sich fortan Prusinovský von Víckov. Johann Wilhelm Prusinovský von Víckov gestattete 1521 der Böhmischen Brüdergemeine die Ansiedlung im Dorf. Diese errichteten in Prusinovice eine Kirche. Zu Beginn des Dreißigjährigen Krieges erwarb Wenzel Bítovský von Bítov den Besitz. Er wurde nach der Schlacht am Weißen Berge enteignet und die Güter an Zdeněk Vojtěch von Lobkowicz verkauft. Dessen Sohn Wenzel Eusebius von Lobkowicz verkaufte die Herrschaft Bistritz einschließlich Prusinowitz 1650 an Johann von Rottal. 1790 vererbte Franz von Rottal, der keine männlichen Nachkommen hatte, den Besitz an seine Neffen Johann Nepomuk Wenger. Ihm folgte Jean Monte l´Abbate, von dessen Schwester ging der Besitz an ihren Gatten Olivier von Laudon über. Weitere Besitzer waren Ernst von Laudon und dessen Sohn Ernst Gideon von Laudon.
Nach der Aufhebung der Patrimonialherrschaften erhielt Prusinowitz 1850 seine Eigenständigkeit und wurde Teil des politischen Bezirkes Kremsier. Den Hof Prusinovice erwarb 1903 die Aktienzuckerfabrik in Všetuly. 1961 wurde die Gemeinde dem Okres Kroměříž zugeschlagen. Das Dorf wird von seinen Einwohnern umgangssprachlich als Rohálov bezeichnet.
Seit 1993 wird jährlich die Rohálovská desítka, eine Laufveranstaltung über 10 Kilometer veranstaltet.

## Ortsgliederung
Für die Gemeinde Prusinovice sind keine Ortsteile ausgewiesen.

## Sehenswürdigkeiten
- Evangelische Kirche, erbaut 1791
- Katholische Kirche St. Katharina, errichtet 1866–1867
- Burgruine Kasařov